# Gnamptogenys macretes
Gnamptogenys macretes é uma espécie de formiga do gênero Gnamptogenys.